# Goethite
La goethite est une espèce minérale fréquente, variété d'oxyhydroxyde de fer(III), polymorphe α du composé FeO(OH) avec des traces de Mn et H2O. Les cristaux noirs brillants ou bruns noirs, facilement observables à l'œil, en prismes courts ou en lamelles, sont relativement rares, striés sur {001}, mais peuvent atteindre 45 cm. Les concrétions terreuses apparaissent le plus souvent en amas brun jaune ou jaunâtre.
Ce corps chimique de formule FeIIIO(OH) oxyhydroxyde de fer(III) α-FeO(OH), le signe alpha indiquant ici une première structure cristalline connue de maille orthorhombique, est le composant principal de la minette de Lorraine, autrefois important minerai de fer. Il forme un biomatériau sec et dur, qui figure notamment dans la composition des patelles, et contribuerait à la résistance des dents de ces coquillages. L'hydratation de la goethite engendre la limonite, en faisant décroître la densité et la dureté initiale des cristaux ou amas.

## Histoire et dénominations

### Histoire
La goethite est connue depuis la préhistoire. Elle a été utilisée comme pigment dans les peintures de la grotte de Lascaux,.

### Inventeur et étymologie
Elle est décrite par le minéralogiste Johann Georg Lenz (1748-1832) en 1806. La dénomination Göthit est d'abord choisie en l'honneur du mariage de l'homme d'état, ministre du duc de Weimar et fonctionnaire des mines, Johann Wolfgang von Goethe, considéré comme un grand poète allemand durant sa jeunesse. Elle est portant le fruit d'un débat savant sur sa forme orthographique. Le prêtre Heinrich Adolf Achenbach (1765-1819) et le maître minier Johann Daniel Engels (1761-1828), habitant Siegen, ont d'abord proposé le nom goethenite pour le minerai. Ludwig Wilhelm Cramer opte pour le minéral Göthit. Friedrich Wilhelm Riemer incite Johann Georg Lenz à changer le nom par francisation en goethite[réf. souhaitée].

### Topotype
- Mine d'Hollertszug, Herdorf, Siegerland, Rhénanie-Palatinat, Allemagne.

### Synonymie
- allcharite (Ježek 1912) : Étymologie : Allchar (Alsar), République de Macédoine[8].
- chiléite (Breithaupt 1840) : Décrit initialement sur des échantillons du Chili qui a inspiré le nom[9].
- ehrenwerthite (Cornu 1909). Étymologie d'après le minéralogiste Josef Gängl von Ehrenwerth[10]. À noter que ce terme peut désigner une pseudomorphose de pyrite en goethite.
- fer hydroxylé oolitique[11]
- fullonite : synonyme désuet d'onégite
- hydrohématite (Müller, F. 1984). Initialement considérée commune une espèce de formule Fe2O3.nH2O, elle est depuis déclassée comme synonyme[12].
- lépidokrokite[13]
- mésabite (Winchell 1893) Décrite à partir d'échantillons de Mesabi Range, Wisconsin États-Unis qui a inspiré le nom[14].
- minette : (faux synonyme souvent cité) terme qui désigne une roche de composition mal définie riche en goethite[15]
- onégite : Variété de facies non reconnue se présentant en petits cristaux aciculaires dans le quartz provenant d'une ile sur le lac Onega en Russie décrite en 1800 par Armstrong et Englinhmann[16].
- przibramite (Glocker 1831) Initialement décrite sur des échantillons de Przibram (Tchéquie) qui a inspiré le nom[17]. À noter que ce terme désigne une variété cadiumifère de sphalérite décrite par Huot.
- pyrosidérite[13]
- stilpnosidérite[13].
- yanthosiderite[18].

## Caractéristiques physico-chimiques

### Stabilité thermique
À haute température la goethite se décompose en hématite et eau selon une réaction analogue à une déshydratation :
2 FeO(OH) → Fe2O3 + H2O

### Magnétisme
La goethite possède un ordre antiferromagnétique à quatre sous-réseaux.

### Variété
- Alumogoethite, de formule (Fe,Al)O(OH)[21].

### Cristallographie

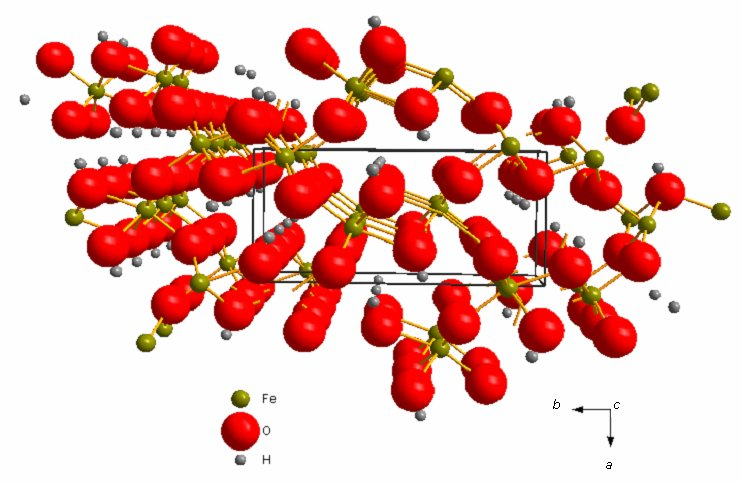
Structure cristalline de la goethite.

Paramètres de la maille conventionnelle : a = 4,596 Å, b = 9,957 Å, c = 3,021 Å, Z = 4 ; V = 138,25 Å3, densité calculée = 4,27 g cm−3.
Les oxygènes et les hydroxyles forment des couches à empilement hexagonal compact, les cations fer (III) remplissent la moitié des cavités octaédriques. Le polymorphe à empilement non compact, moins stable, est la lépidocrocite, γ-FeO(OH).

### Cristallochimie
- La goethite est un polymorphe de la feroxyhyte et de la lépidocrocite.
- Elle fait partie du groupe du diaspore.

Groupe du diaspore
- Bracewellite : CrO(OH)[22]
- Diaspore : AlO(OH)
- Goethite : FeIIIO(OH)
- Groutite : MnIIIO(OH)[23]
- Montroséite : (VIII,FeIII)O(OH)[24]
- Tsumgallite : GaO(OH)[25]

Partage isotopique
Comme pour d'autres silicates porteurs de groupes hydroxyles (kaolinite, muscovite, illite, smectite, chlorite), les deux sites de l'oxygène ne sont pas équivalents, et les isotopes les plus lourds se partagent préférentiellement dans le site sans hydrogène associé. Ce partage est caractérisé par :
{\displaystyle \varepsilon =10^{3}\,\ln {\frac {(^{18}\mathrm {O} /^{16}\mathrm {O} )_{\mathrm {global} }}{(^{18}\mathrm {O} /^{16}\mathrm {O} )_{\mathrm {OH} }}}},
qui est accessible à la mesure (le premier rapport isotopique est mesuré directement sur la goethite, et le second sur l'eau extraite par décomposition thermique). Cet {\displaystyle \varepsilon } est en pratique indépendant de la composition isotopique et du pH du fluide présent lors de la formation de la goethite, et dépend essentiellement de la température de formation T (mesurée en kelvins) :
{\displaystyle \varepsilon ={\frac {(5{,}51\pm 0{,}26)\times 10^{6}}{T^{2}}}-(44{,}5\pm 2{,}8)},
ce qui fait de la goethite un paléothermomètre (en).

## Gîtes et gisements
Les gisements de goethite sont innombrables.

### Gîtologie et minéraux associés
Gîtologie
Minéral d'occurrence fréquente, la goethite se forme :
- dans les sols riches en fer, par altération d'autres minéraux. Elle existe alors en couche, mais aussi comme composant principal de la formation de limonite, dans le chapeau de fer ou sous les latérites. On en trouve également sous forme de sédiments, ou directement formée par action hydrothermale. Fréquente en pseudomorphose d'autres espèces comme la pyrite, la sidérite ;
- dans des conditions hydrothermales, comme les cristaux aciculaires inclus dans des quartz (Allevard, Isère, France) ;
- dans le précipité biogénique des eaux douces, formant le minerai de fer des tourbières ;
- le rover Spirit de la NASA a également découvert des échantillons de goethite sur la planète Mars dans le cratère Goussev, apportant un indice de la présence d'eau liquide dans le passé de cette planète[26].

Minéraux associés
Hématite, lépidocrocite, manganite, pyrite, pyrolusite, sidérite.

### Gisements producteurs de spécimens remarquables
Il existe assez peu de localités qui aient donné des cristaux notables, en dehors des pseudomorphoses (par exemple de pyrite en goethite/limonite des chapeaux de fer)
- Angleterre

Restormel Royal Iron Mine (Trinity Mine), Lostwithiel, Lanivet Area, St Austell District, Cornouailles
- Canada

Wawa, District d'Algoma, Ontario
- États-Unis

Crystal Peak, comté de Park et Teller, Colorado. Dans les pegmatites remarquables du site, quartz morion et amazonite sont associées à des groupes radiés de cristaux de goethite en lames allongées ou en lattes, jusqu'à 20 cm avec des cristaux pluricentimétriques dépassant parfois 5 cm.
- France

Mine de Mont-Roc, Montredon-Labessonnié, Tarn
Mine de Chaillac, Chaillac, Indre. Petites géodes de baryte contenant des cristaux de goethite en lattes, parfois jusqu'à 6 cm de longueur, pour un largeur de quelques millimètres et une épaisseur bien inférieure au millimètre
Mine de Bruoux (Gargas) 84400 : Mine d'ocre
- Maroc

Gisement d'Amerzgane, province de Ouarzazate, Souss-Massa-Drâa, Maroc. Ce gisement est exploité artisanalement pour fournir des géodes de quartz, au marchands du col de Tichka. Les cristaux de quartz sont associés à de fines aiguilles de goethite dans le meilleur des cas. Plus sporadiques et plus délicates à extraire, il existe des boules de cristaux de goethite posées sur tapis de quartz. De grandes boules parfois de plus de 8 cm de diamètre demeurent une curiosité minérale[réf. nécessaire].

## Exploitation des gisements
La goethite n'est pas un minéral de collection spécialement recherché. Il existe toutefois des cercles restreints de spécialistes[Lesquels ?].
UtilitéElle est exploitée comme minerai de fer, et également comme pigment.

## Galerie

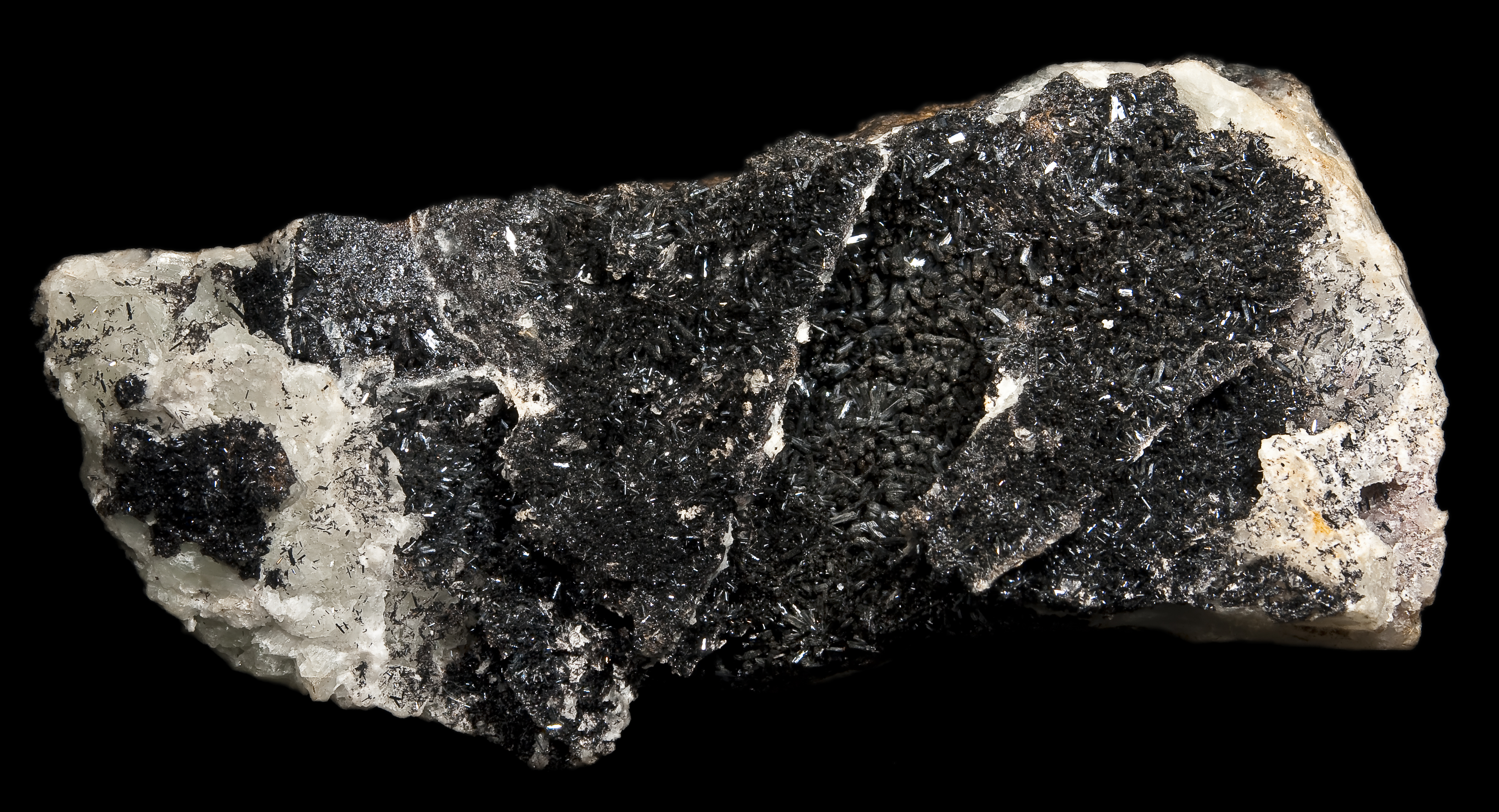
Goethite sur quartz. Montroc (Tarn, France).
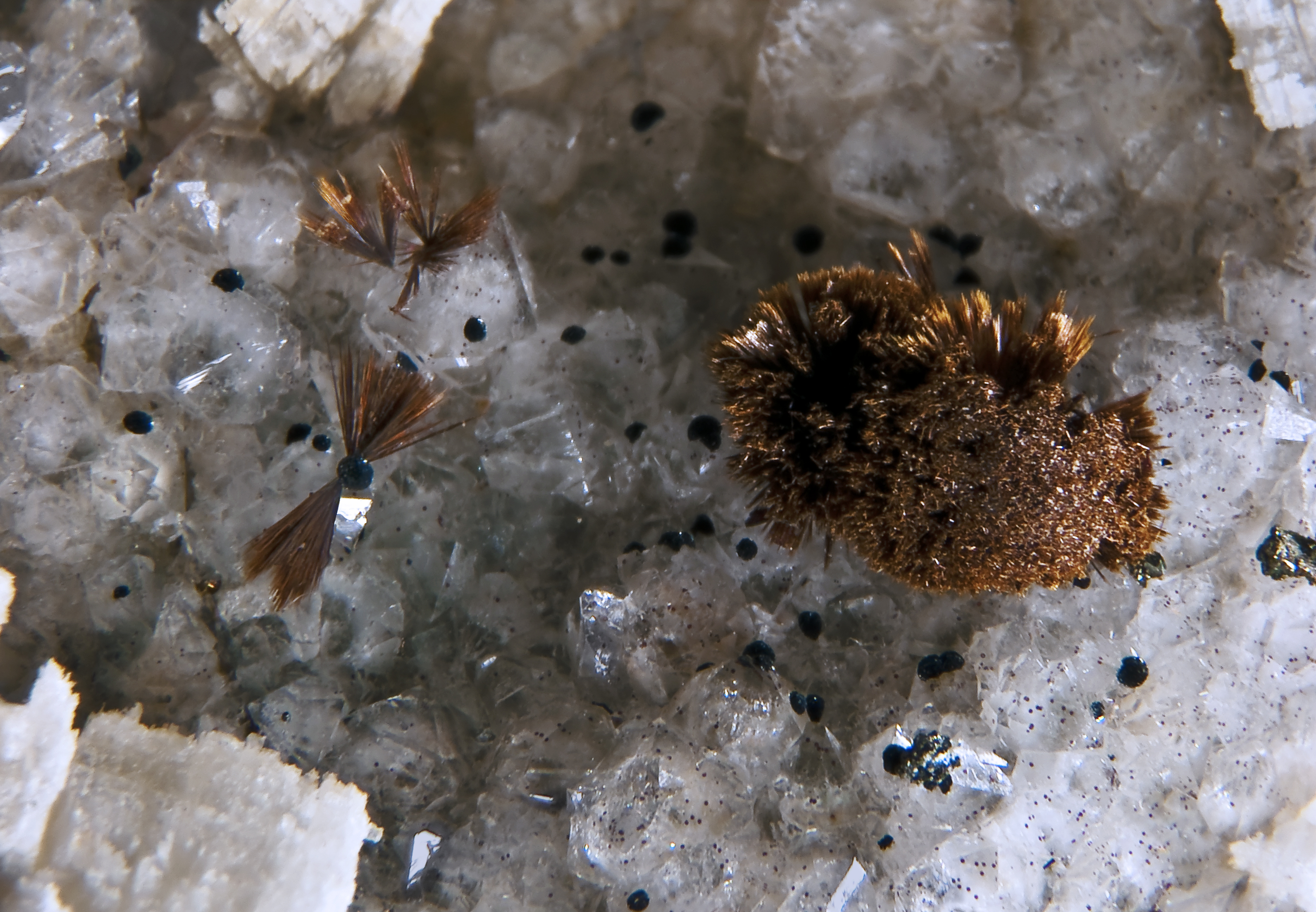
Goethite sur quartz. Wawa (Ontario, Canada).
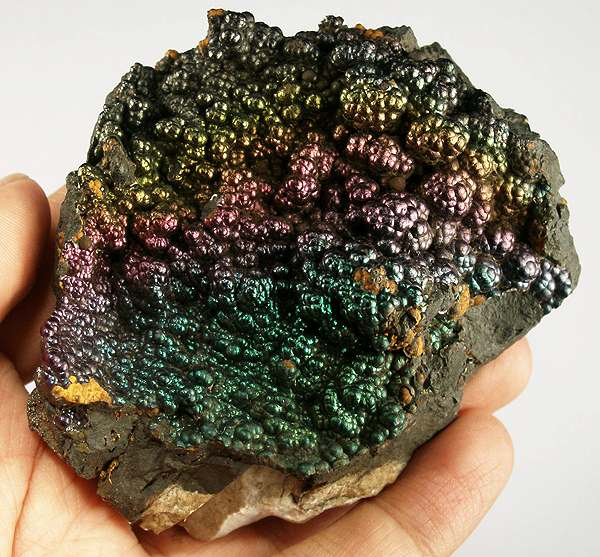
Goethite. Coon Creek Mine,  Shady, Polk County (Arkansas, États-Unis).